# راکل رودریگز (کشتی‌گیر حرفه ای)
ویکتوریا گونزالس (متولد ۱۲ ژانویه ۱۹۹۱) کشتی‌گیر حرفه‌ای آمریکایی است.  او در حال حاضر با دبلیودبلیوئی قرارداد دارد و با نام راکل رودریگز در برند را فعالیت می‌کند  . او قبلاً یک بار  قهرمان زنان ان اکس تی و دو بار قهرمان تگ تیم زنان NXT است.  او همچنین دوبار قهرمان تگ تیم زنان دبليو دبلیوئی شده است، او ابتدا با آلیا و سپس با لیو مورگان این عنوان را کسب کرد.
پدر گونزالس به نام ریک گونزالس هم زمانی یک کشتی‌گیر حرفه‌ای بوده است. در سال ۲۰۲۱، او و داکوتا کای برنده مسابقات کلاسیک تگ تیم داستی رودز زنان شدند و به عنوان اولین قهرمانان تگ تیم زنان ان اکس تی معرفی شدند.